# Muhammad Ibn Ismail Al-Bujari
Imam Al-Bujari (810-870 DC) es considerado como uno de los más grandes compiladores y eruditos de los hadices. Su principal obra, denominada Sahih al-Bujari, se ha convertido en uno de los textos canónicos dentro de la tradición islámica y, junto con el Corán y Sahih Muslim, forma parte de las fuentes primarias dentro de la fiqh (jurisprudencia islámica).

## Nombre
Nombre:
| Título | Honorífico | Padre de | Nombre del hijo | Su nombre | Hijo de | Nombre del padre | Hijo de | Nombre del abuelo | Hijo de | Nombre del bisabuelo | Madhhab  | País                |
| ------ | ---------- | -------- | --------------- | --------- | ------- | ---------------- | ------- | ----------------- | ------- | -------------------- | -------- | ------------------- |
| Imam   | Al-Muhadiz | Abu      | Abd-Allah       | Muhammad  | ibn     | Ismaíl           | ibn     | Ibrahim           | ibn     | Al-Mughirah          | Al-Hadiz | al-Yu´fi, al-Bujari |

Su nombre completo es "Abū 'Abdallāh Muḥammad Ibn Ismā'īl Ibn Ibrāhīm Ibn al-Mughīra Ibn Bardizbeh al-Yu'fī al-Bujārī" (en árabe محمد بن اسماعيل بن ابراهيم بن المغيرة بن بردزبه البخاري).

## Infancia
Nació el viernes 14, después de la oración de Yumu’ah, en el mes de Shawal del año 194 después de la Hégira (que concuerda con el 810 DC.) en la ciudad de Bujará, actualmente Uzbekistán. Fue criado en el seno de una adinerada familia dehqān (terrateniente), de origen persa (debido al nombre Bardizbeh, último ancestro conocido del imām). 
Luego de la muerte de su padre, Isma’īl, un eminente erudito de los hadices y estudiante del imām Mālik, el pequeño al-Bujari quedó bajo el cuidado exclusivo de su madre. En el futuro, al-Bujari seguiría los pasos de su padre e iniciaría su propio viaje en la búsqueda de cómo vivir de acuerdo con la voluntad de Alá, revelada en el Corán y enseñada por el profeta Mahoma. Una interrogante que no sólo estaba siendo discutida dentro de la tradición islámica, sino que se encontraba en el núcleo del debate sobre hadiz contra ra’yy; en el cual los defensores de los hadices argumentaban que estos eran el mejor instrumento para la preservación prístina del islam.  
Narra Al-Alkâi (418 dh.) y otros fuera de él que Al-Bujâri era ciego en su infancia, y que una noche su madre vio al profeta Abraham, que le dijo: «En verdad Alá le ha regresado la vista a tu hijo debido a tus numerosas súplicas»; después al amanecer el niño ya veía.

## Su obra
Viajes en el mundo islámico
A los dieciséis años, el joven al-Bujari, acompañado de su madre y su hermano, dejó su ciudad natal para realizar el hach (peregrinaje a La Meca). Diversas fuentes del siglo cuarto/décimo tales como Ibn Abī Ḥātim al-Rāzī (m. 327 H/983 DC), Ibn Ḥibbān (m. 354 H/965 DC) e Ibn al-Nadīm (m. 385 H/ 965 DC) han descrito sus estadías en las ciudades de Balj, Merv, Nishapur, Ray, Basora, Wasit, Kufa, Medina y Meca durante su trayecto, gracias al cual tuvo acceso a las enseñanzas de los eruditos de los hadices más prestigiosos de su época.
Gracias a las rentas mensuales y anuales de las propiedades de su familia (de acuerdo con una cita de al-Dhahabī donde el propio al-Bukhārī asegura: “yo solía adquirir (astaghillu) cada mes 500 dirhams, y luego gastarlo todo en la búsqueda por el conocimiento"), al-Bujari recorrió los principales centros de conocimiento islámico de su tiempo, habló con eruditos e intercambió información sobre el hadiz. Se registra que permaneció en Basora por cuatro o cinco años, y en Hiyaz por seis; viajó a Egipto dos veces y a Kufa y a Bagdad muchas veces.

### Sus maestros
Estudió con eminentes sabios, entre ellos hubo quienes tenían el rango más alto, por ser quienes relataban hadices directamente de los tabain (la generación que viene inmediatamente después de la generación de los compañeros de Mahoma), como Abul-Mugîrah, así como narradores de Az-Zauri y Malik;  también fue alumno de Ahmad bin Hanbal, Ishâq ibn Rahauaiy tomó conocimiento de gente más joven que él como Husain Ibn Muhammad Al-Qabani.
Él mismo relata 

"He escrito hadices de alrededor de más de mil eruditos confiables."

En la ciudad de Bagdad, Al-Bujarí estudió la tutela de Ahmad Ibn Hanbal (m. 241 H/855 DC), quien ejerció una gran influencia en la misión del imām al-Bujari de contribuir a la recolección de los reportes de la temprana comunidad musulmana. Para Ibn Hanbal, la compilación de los dichos y actos del Profeta Muhammed eran esenciales para que los creyentes pudieran determinar la voluntad de Dios y apegarse a dichos lineamientos para un mejor entendimiento de su fe y la ley; en una marcada oposición al uso de la ra'yy para la comprensión de la fe. Esta postura puede resumirse con la declaración de Ibn Ḥanbal: “Casi no ves a nadie aplicando razón (ra’yy) [a algún tema de religión o ley] a menos que yazca, en su corazón, un resentimiento profundamente arraigado (ghill). Por lo tanto, una narración débil [del Profeta] es más querida para mí que el uso de la razón.”
Al-Bujarí se encargaría de perfeccionar el método de recopilación a través de un mayor rigor en la isnād (cadenas de transmisión) y de su clasificación de textos primarios y secundarios. Jonathan Brown describe como la decisión de al-Bujari de concentrarse en la compilación de aquellas fuentes consideradas como ṣaḥīḥ (auténticas) rompía con las prácticas de la escuela basada en la transmisión. Esto desató una fuerte desaprobación pero en los años venideros se convirtió en apreciación al encontrarles una utilidad normativa que contribuyó al establecimiento de nuevos estándares para medir la autenticidad de otras colecciones de hadices. La nueva escala para la medición de la autenticidad fue desarrollada por el erudito al-Ḥākim al- Nīshābūrī (m. 405 H/1014 DC), quien a través del compendio de musnad y muṣannaf de al-Sahihayn (nombre por el cual se denomina al trabajo colectivo de al-Bukhārī y al-Muslim) logró dar mayor certeza al poder garantizar que las isnād fueran sólidas. 
Aunque pudiera parecer un proceso bastante natural e inclusive orgánico, la sofisticación de la ciencia de los hadices (tal y como lo advierte Jonathan Brown) en realidad poseía un elitismo inherente que chocaba con la visión más popular y ampliamente aceptada: ver la transmisión de los hadices como una forma para el musulmán común y corriente de unirse a la autoridad popularizada del profeta Mohammed e incorporar este elemento carismático a su vida diaria.  Sin embargo, a finales del califato omeya e inicios del abasida, los esfuerzos por lograr la sofisticación de la ley islámica llevaron a la nueva clase erudita a crear una división entre el resto de las masas -de lo general (‘āmm)- y los especialistas eruditos -de aquello restringido (khāṣṣ)-.   
Desafortunadamente, el Imam al-Bujari no dejó constancia de la metodología aplicada a sus compilaciones de hadices; por lo que fue trabajo de sus estudiantes analizar su obra determinar el mismo.

### Sus estudiantes
Al-Firbiri dice: «Noventa mil personas escucharon a Sahîh Bujâri directamente y no queda de ellos quien lo narre excepto yo».  
Entre sus alumnos más notables están Muslim bin Al-Hayyaay (autor de Sahih Muslim), ´Abdu Ar-Rahmân An-Nasaî, el autor de Sunan Nasâi y Abu Isa At-Tirmîdhi, el autor de Tirmîdhi.
Sus obras
Con el paso del tiempo, y gracias a la ardua labor de los pupilos del imām al-Bujari, su obra llegó a ser reverenciada como sagrada o como lo denominan algunos académicos: fue canonizada; adquiriendo este estatus luego de ser “liberada” de cualquier interrogante por el reconocido sistematizador de las ciencias del hadiz, Ibn al-Ṣalāḥ (m. 643 H/1245 DC), quien declaró que la comunidad musulmana (umma) había reconocido decisivamente la autenticidad incuestionable del libro y no se toleraría crítica alguna al Sahihayn.
Estas son sólo algunas de sus obras:
- Sahih Al Bujari. Aquí presenta 7275 hadices y tardó en escribirlo dieciséis años.
- Adab Al-Mufrad الأدب المفرد
- Tarij al-Kabîr La Gran Historia, contiene biografías de los narradores, y sus rangos.
- Tarîj as-Saguîr. La pequeña Historia.
- Bir Al-Walidain. Obediencia a los padres.
- Jalq Af´al Al-Ibad. Creación de las acciones de los siervos.

## Su memoria, inteligencia y conocimiento
Probablemente poseedor de memoria fotográfica, dado que él mismo narra que a los diez años ya tenía conocimiento de la genealogía de las transmisiones, y a los dieciséis años ya había memorizado los libros de Ibn Al-Mubârak y de Waqi´ (sabios del hadiz), también las opiniones de los sabios.
Durante sus días de estudiante es narrado que Imam Bujâri no escribía las narraciones de los hadices, sino que mientras otros estudiantes escribían, él escuchaba con atención. Narra Hashid Ibn Ismâil sobre su sorprendente memoria: «Cuando todavía Abu Abdulah (Bujâri) era un joven fue con nosotros a visitar algunos eruditos de Basora, pero él no escribía (lo que impartían los eruditos). Pasaron algunos días sin que él escribiera nada y le decíamos: «Tu vienes con nosotros pero no escribes nada! ¿Qué haces entonces (para retener el conocimiento)? Después de dieciséis días nos respondió: "Ustedes me han hecho la misma pregunta varias veces, y persisten mucho en ello. Preséntenme lo que han escrito (durante el curso de dieciséis días)". Sacamos lo que teníamos, eran alrededor de más de quince mil hadices, y así como estaban en nuestros libros, él mencionó todas las narraciones de memoria, hasta que empezamos a corregir lo que escribimos respecto con lo que él decía de memoria. Después dijo: "¿Acaso piensan que al ir con ustedes (con los eruditos) pierdo mi tiempo y malgasto mis días?" Entonces supimos que no había nadie quien lo sobrepasaría (en su conocimiento)».
Narran eruditos que en Bagdad fue probado por diez eruditos del hadiz. Cambiaron la cadena de transmisión (Isnad إسناد) y el texto de cien hadices, cada uno le relató diez, después le preguntaron a Bujâri acerca de ellos durante una reunión pública. Él decía: «No lo conozco» una y otra vez hasta que finalizaron de relatarle los hadices las diez personas, al saber que habían terminado se dirigió al primero y le dijo: «Acerca de tus hadices; el primero es así..., el segundo es así... y el tercero es así... », hasta llegar a los diez, corrigiendo las cadenas de transmisión y el contexto del hadiz, así hizo con los nueve narradores restantes. Los hombres que presenciaron este acto lo consideraron como un gran memorizador, no por decir los hadices correctamente, sino por haberlos memorizado con sus errores y después refutarlos. Este acontecimiento fue relatado por muchos eruditos más.
Dijo: 

"Se de memoria cien mil hadices auténticos y doscientos mil que no lo son» "

Y dijo Muhammad bin Salam que lo escuchó decir cuando era un muchacho:

"No te narro un hadiz de un Sahaba o uno de sus compañeros sin que sepa sobre el nacimiento de la mayoría, su fallecimiento y dónde residieron... y no narró ningún hadiz sobre ellos sin que tenga una evidencia ya sea del Corán o de la Sunna». "

También se narra que terminaba de recitar el Corán de memoria cada tres noches.

### Elogios de eruditos sobre Al-Bujari
Dijo: Muhammad bin Bashâr (252 h):

" Los memorizadores de este mundo, son cuatro: Abu Zurah (264 h), Muslim bin Hayyay (261 h), Abdur-Rahman Ad-Dârimi (255 h) y Muhammad Ibn Ismail Al-Bujari (256 h)".

Dijo: Ahmad bin Hanbal (235 h):

" No ha salido de Kurazan nadie como Muhammad Ibn Ismail".

Dijo Abu Hâtim Muhammad bin Idris Ar-Razi (288 h):

"Muhammad Ibn Ismail es el más sabio que ha entrado a Irak".

## Críticas
La vida de al-Bujari no estuvo exenta de críticos. Luego de su visita a la ciudad de Ray en 250 H./ 864 DC (donde llegó a impartir clases), sus estudiantes Abū Ḥātim y Abū Zur’a recibieron noticias de que el imām se había suscrito a la doctrina de que el lafẓ (recitación física) del Corán había sido creada. Tal polémica hizo que dichos estudiantes rechazaran sus enseñanzas y años después, casi al final de su vida, le ocasionó un gran desencuentro con el erudito principal de Nishapur, Muḥammad ibn Yaḥyā al-Dhuhlī, que culminó con la expulsión del imām al-Bukhārī de la ciudad. 
El segundo desacuerdo partió de la revisión que llevaron a cabo los eruditos de la ciudad de Ray sobre la obra de al-Bujari titulada Kitāb al-Ta’rīkh. En la cual afirmaron haber encontrado distorsiones en los nombres de los transmisores que habían sido copiados de textos no señalados, errores que le atribuyeron al imām al-Bujari.

## Fallecimiento
El gobernador de Bujará Jalid ibn Ahmad al-Dhuhali convocó a Bujari a su palacio, y se narra que le pidió a Sahih que les leyera su libro a él y a su familia, pero Bujari declinó y dijo:

"Yo no humillo al conocimiento, ni lo llevo conmigo a las puertas de la gente, si usted necesita algo de mi, acuda a mi mezquita, o a mi hogar; si no le parece, ya que es el Sultán, prohíbame las clases para que así tenga un pretexto ante Dios en el Día del Juicio, porque yo no guardo el conocimiento, por la palabra del Profeta (Mahoma)"A quien se le pregunta por un conocimiento y lo oculta será sujetado con riendas de fuego». "

Esto dio lugar a que Bujari fuera obligado a salir de la ciudad, y a viajar a Kazatank, una aldea situada a unos diez kilómetros de Samarcanda, a petición de sus habitantes. Se asentó allí, y murió en el año 870 (256 dh), a los 62 años de edad.